# Until It Sleeps
Until It Sleeps is een nummer van de Amerikaanse heavy metalband Metallica uit 1996. Het is de eerste single van hun zesde studioalbum Load.
In de videoclip van het nummer wordt gerefereerd aan schilderijen van de Nederlandse schilder Jheronimus Bosch. "Until It Sleeps" betekende de comeback van Metallica na twee jaar afwezigheid. Het nummer werd in veel westerse landen een hit. In de Amerikaanse Billboard Hot 100 haalde het de 10e positie. In de Nederlandse Top 40 kwam het een plek hoger, en in de Vlaamse Ultratop 50 kwam het nog een plek hoger.